# Ogcodes insignis
Ogcodes insignis este o specie de muște din genul Ogcodes, familia Acroceridae. A fost descrisă pentru prima dată de Enrico Adelelmo Brunetti în anul 1926. Conform Catalogue of Life specia Ogcodes insignis nu are subspecii cunoscute.